# Earle Meadows
Earle Elmer Meadows (Corinth, 29 juni 1913 - Fort Worth, 11 november 1992) was een Amerikaanse atleet, die was gespecialiseerd in het polsstokhoogspringen. Hij werd olympisch kampioen.
Op de Olympische Spelen van 1936 in Berlijn won hij een gouden medaille bij het polsstokhoogspringen.
In mei 1937 sprong Meadows twee wereldrecords eerst 4 meter 48 en drie weken later 4 meter 54.

## Titels
- Olympisch kampioen polsstokhoogspringen - 1936

## Palmares

### polsstokhoogspringen
- 1936:  OS - 4,35 m

1896: Welles Hoyt ·
1900: Irving Baxter ·
1904: Charles Dvorak ·
1908: Edward Cook & Alfred Gilbert ·
1912: Harry Babcock ·
1920: Frank Foss ·
1924: Lee Barnes ·
1928: Sabin Carr ·
1932: Bill Miller ·
1936: Earle Meadows ·
1948: Guinn Smith ·
1952: Bob Richards ·
1956: Bob Richards ·
1960: Don Bragg ·
1964: Fred Hansen ·
1968: Bob Seagren ·
1972: Wolfgang Nordwig ·
1976: Tadeusz Ślusarski ·
1980: Władysław Kozakiewicz ·
1984: Pierre Quinon ·
1988: Serhij Boebka ·
1992: Maksim Tarasov ·
1996: Jean Galfione ·
2000: Nick Hysong ·
2004: Tim Mack ·
2008: Steven Hooker ·
2012: Renaud Lavillenie ·
2016: Thiago Braz da Silva ·
2020: Armand Duplantis ·
2024: Armand Duplantis